# Notation (Dokumentation)
Eine Notation im Kontext der Dokumentation und Klassifikation ist ein Ausdruck zur verkürzten Darstellung einer Klasse und/oder von Relationen zwischen Klassen in Klassifikationssystemen. Sie wird nach den Regeln eines spezifischen Notationssystems gebildet, dessen Zeichenvorrat aus Ziffern, Sonderzeichen und Buchstaben bestehen kann.
Ein prominentes Beispiel sind die Notationen der Universellen Dezimalklassifikation (UDK), in
der die einzelnen Klassen durch Ziffernfolgen repräsentiert werden. 
Mit Hilfe eines genormten Systems von Anhängezahlen und Symbolen
können komplexere Notationen gebildet werden (Beispiele siehe im
Artikel über die UDK).
Die Notation bildet bei systematischer Aufstellung des Bestandes einen Bestandteil der 
Signatur, die als Standortbezeichnung
einzelner Exemplare eines Buches oder anderer Publikationen
in einer Bibliothek dient.